# 青春巴士導遊 / 對手
「青春巴士導遊 / 對手」（青春バスガイド / ライバル）是日本的女子偶像組合Berryz工房的第20張单曲。2009年6月3日由PICCOLO TOWN发售。

## 概要
- 「青春巴士導遊 / 對手」是Berryz工房第一張2A單曲。
- 「青春巴士導遊」是動畫「閃電十一人」的片尾曲
- 此單曲有3個版本，分別有「初回生産限定盤A - B」和「CD ONLY」。「初回生産限定盤A」收錄了「青春巴士導遊」的PV，邀請大江麻理子出演；「初回生産限定盤B」收錄了「對手」的PV。
- 在6月15日於公信榜单曲週排行榜取得第4位。

## 收錄内容

### CD（初回生産限定盤A - B 、 CD ONLY）
CD
1. 青春巴士導遊
（作詞・作曲：淳君 編曲：大久保薫）
2. 對手
（作詞・作曲：淳君  編曲：平田祥一郎）
3. 青春巴士導遊(Instrumental)
4. 對手(Instrumental)

### DVD（初回生産限定盤A）
1. 青春巴士導遊（Close-up Ver.）

### DVD（初回生産限定盤B）
1. 對手（Dance Shot Ver.）